# ГЕС Бадхіл
ГЕС Бадхіл (Budhil) — гідроелектростанція на північному заході Індії у штаті Гімачал-Прадеш. Використовує ресурс із річки Бадхіл-Налла, правої притоки Раві, яка в свою чергу є лівою притокою Чинабу (впадає праворуч до Сатледжу, найбільшого лівого допливу Інду).
У межах проекту річку перекрили бетонною гравітаційною греблею висотою 58 метрів та довжиною 64 метри, яка утворила невелике водосховище з площею поверхні лише 4,5 гектара. Зі сховища ресурс спершу потрапляє до двох підземних камер для видалення осаду розмірами 137х12х9 метрів. Далі підготована вода прямує через прокладений під лівобережним гірським масивом дериваційний тунель довжиною 6 км з діаметром 4 метри, який переходить у напірний водовід довжиною 0,29 км з діаметром 3 метри. В системі також працює вирівнювальний резервуар висотою 53 метри з діаметром 10 метрів.
Розташований неподалік правого берегу Раві машинний зал споруджений у підземному виконанні та має розміри 51х7 метрів при висоті 32 метри. Тут встановили дві турбіни типу Френсіс потужністю по 35 МВт, які працюють при напорі у 252 метри та забезпечують виробництво 313 млн кВт-год електроенергії на рік.
Видача продукції відбувається по ЛЕП, розрахованій на роботу під напругою 220 кВ.